# Helena Heryng
Helena Heryng z domu Kon, ps. Bronka (ur. 1859 w Warszawie, zm. 1916 tamże) – pedagog, działaczka ruchu robotniczego.

## Życiorys
Był siostrą Feliksa Kona. Pochodziła z rodziny żydowskiej, której członkowie uczestniczyli w powstaniu styczniowym. W 1877 związała się z ruchem socjalistycznym. Rok później została wraz z matką aresztowana i skazana na 8 miesięcy więzienia (zwolniona za kaucją). Powtórnie aresztowana odbyła karę dwóch lat więzienia. Wyjechała na Syberię, aby tam poślubić swojego narzeczonego – Zygmunta Herynga. Po powrocie do kraju działała w Organizacji Bojowej PPS w Łodzi i w PPSD w Galicji. Pracowała Biurze Porad dla Bezdomnych i Towarzystwie Ochrony Kobiet. Miała
pięcioro dzieci: Stefanię (1881–1937), Jadwigę (1884–1957), Jerzego (1886–1937), Juliana (1888–1920?) oraz Edwarda (zmarł w dzieciństwie).